# Сребреник
Сребреник (босн. і хорв. Srebrenik, серб. Сребреник) — місто на північному сході Боснії і Герцеговини, на території Федерації Боснії і Герцеговини, центр однойменної громади в Тузланському кантоні. Лежить на автомобільній дорозі та залізничній вітці Брчко—Тузла—Сараєво.
Відомий своєю середньовічною фортецею.

## Історія
Перша писемна згадка про існування цього стародавнього міста знаходиться у грамоті Стефана Котроманича від 15.02.1333, якою він як боснійський бан передає Дубровницькій Республіці Стон і Стонський Рат, відкриваючи торговельні шляхи Дубровника з Боснією. У той час Сребреник був столицею середньовічної Боснії, якою правили Котроманичі, встановивши її найширші рубежі. Боснія тоді простиралася від Сави на півночі, Задара і Книна на заході та Герцег-Нового на південному сході. Угорський король Матвій Корвін у жовтні 1464 вдерся з військом у північно-східну Боснію і взяв Сребреник. Із завойованих місцевостей він утворив Сребреніцьку бановину, яку влаштував за суворими військовими принципами. Командиром бановини поставив хорватського дворянина Ніколу Ілоцького.
Немає достеменних відомостей про час побудови Сребреніцької фортеці, але цілком певно, що збудували її угорці під час свого врядування у Боснії. Пізніші володарі цього краю турки добудували її, про що свідчить прибудована мечеть, яка служила потребам турецької військової залоги.
У період після османського панування Сребреник на тривалий час опинився на узбіччі історії. Повторне історичне пробудження Сребреник пережив після Другої світової війни. Будівництво залізниці Брчко—Бановичі та відрізку автошляху Жупаня—Сараєво—Опузен дало місту поштовх до осучаснення і розвитку.